# Diadegma stagnale
Diadegma stagnale är en stekelart som först beskrevs av Holmgren 1856.  Diadegma stagnale ingår i släktet Diadegma och familjen brokparasitsteklar. Arten är reproducerande i Sverige. Inga underarter finns listade i Catalogue of Life.